# Firgas
Firgas – gmina w Hiszpanii, w prowincji Las Palmas, we wspólnocie autonomicznej Wysp Kanaryjskich, o powierzchni 15,77 km². W 2011 roku gmina liczyła 7648 mieszkańców.